# Margherita Maria Farnese
Margherita Maria Farnese (Parma, 24 novembre 1664 – Colorno, 17 giugno 1718) era figlia di Ranuccio II Farnese, duca di Parma e Piacenza, e della seconda moglie Isabella d'Este.

## Biografia
A soli due anni rimase orfana di madre, morta nel dare alla luce suo fratello Odoardo. Ranuccio si risposò con Maria d'Este, zia materna di Margherita, dalla quale ebbe altri due figli.
Sposò a Parma il 14 luglio 1692, Francesco II d'Este (1660-1694), duca di Modena e Reggio e figlio di Alfonso IV d'Este. In occasione del matrimonio Francesco Antonio Pistocchi, musicista di corte, compose l'oratorio Il Martirio di S. Adriano, genere musicale prediletto del duca.
Margherita Maria Farnese fu duchessa di Modena e Reggio soltanto per due anni, poiché il marito, malato di gotta e poliartrite, morì nel 1694. Non ebbero figli.
Margherita morì nell'estate del 1718 nella stessa città in cui era morta sua madre anni prima: Colorno, la cui rocca era stata fatta ampliare e abbellire da suo padre nel 1660 ed era residenza estiva dei Farnese.

## Ascendenza
|                          |                    |                           | Genitori                        |  |  | Nonni |  |  | Bisnonni           |  |  | Trisnonni          |  |
|                          |                    |                           |                                 |  |  |       |  |  | Ranuccio I Farnese |  |  | Alessandro Farnese |  |
|                          |                    |                           |                                 |  |  |       |  |  | Ranuccio I Farnese |  |  | Alessandro Farnese |  |
|                          |                    | Maria d'Aviz              |                                 |  |  |       |  |  | Ranuccio I Farnese |  |  |                    |  |
| Odoardo I Farnese        |                    |                           |                                 |  |  |       |  |  | Ranuccio I Farnese |  |  |                    |  |
|                          |                    | Margherita Aldobrandini   | Giovanni Francesco Aldobrandini |  |  |       |  |  |                    |  |  |                    |  |
|                          |                    | Margherita Aldobrandini   | Giovanni Francesco Aldobrandini |  |  |       |  |  |                    |  |  |                    |  |
|                          |                    | Margherita Aldobrandini   | Olimpia Aldobrandini            |  |  |       |  |  |                    |  |  |                    |  |
| Ranuccio II Farnese      |                    | Margherita Aldobrandini   |                                 |  |  |       |  |  |                    |  |  |                    |  |
|                          |                    | Cosimo II de' Medici      | Ferdinando I de' Medici         |  |  |       |  |  |                    |  |  |                    |  |
|                          |                    | Cosimo II de' Medici      | Ferdinando I de' Medici         |  |  |       |  |  |                    |  |  |                    |  |
|                          |                    | Cosimo II de' Medici      | Cristina di Lorena              |  |  |       |  |  |                    |  |  |                    |  |
| Margherita de' Medici    |                    | Cosimo II de' Medici      |                                 |  |  |       |  |  |                    |  |  |                    |  |
|                          |                    | Maria Maddalena d'Austria | Carlo II d'Austria              |  |  |       |  |  |                    |  |  |                    |  |
|                          |                    | Maria Maddalena d'Austria | Carlo II d'Austria              |  |  |       |  |  |                    |  |  |                    |  |
|                          |                    | Maria Maddalena d'Austria | Maria Anna di Wittelsbach       |  |  |       |  |  |                    |  |  |                    |  |
| Margherita Maria Farnese |                    | Maria Maddalena d'Austria |                                 |  |  |       |  |  |                    |  |  |                    |  |
|                          | Alfonso III d'Este | Cesare d'Este             |                                 |  |  |       |  |  |                    |  |  |                    |  |
|                          | Alfonso III d'Este | Cesare d'Este             |                                 |  |  |       |  |  |                    |  |  |                    |  |
|                          | Alfonso III d'Este | Virginia de' Medici       |                                 |  |  |       |  |  |                    |  |  |                    |  |
| Francesco I d'Este       | Alfonso III d'Este |                           |                                 |  |  |       |  |  |                    |  |  |                    |  |
|                          |                    | Isabella di Savoia        | Carlo Emanuele I di Savoia      |  |  |       |  |  |                    |  |  |                    |  |
|                          |                    | Isabella di Savoia        | Carlo Emanuele I di Savoia      |  |  |       |  |  |                    |  |  |                    |  |
|                          |                    | Isabella di Savoia        | Caterina Michela d'Asburgo      |  |  |       |  |  |                    |  |  |                    |  |
| Isabella d'Este          |                    | Isabella di Savoia        |                                 |  |  |       |  |  |                    |  |  |                    |  |
|                          |                    | Ranuccio I Farnese        | Alessandro Farnese              |  |  |       |  |  |                    |  |  |                    |  |
|                          |                    | Ranuccio I Farnese        | Alessandro Farnese              |  |  |       |  |  |                    |  |  |                    |  |
|                          |                    | Ranuccio I Farnese        | Maria d'Aviz                    |  |  |       |  |  |                    |  |  |                    |  |
| Maria Farnese            |                    | Ranuccio I Farnese        |                                 |  |  |       |  |  |                    |  |  |                    |  |
|                          |                    | Margherita Aldobrandini   | Giovanni Francesco Aldobrandini |  |  |       |  |  |                    |  |  |                    |  |
|                          |                    | Margherita Aldobrandini   | Giovanni Francesco Aldobrandini |  |  |       |  |  |                    |  |  |                    |  |
|                          |                    | Margherita Aldobrandini   | Olimpia Aldobrandini            |  |  |       |  |  |                    |  |  |                    |  |
|                          |                    | Margherita Aldobrandini   |                                 |  |  |       |  |  |                    |  |  |                    |  |